# Матросово (Гурьевский район)
Матросово, до 1946 Уггенен (нем. Uggehnen) — посёлок в Гурьевском городском округе Калининградской области. Входит в состав Храбровского сельского поселения.

## Население
| 2002 | 2010 |
| ---- | ---- |
| 500  | ↘484 |

## История
Первое упоминание населённого пункта Уггенен относится к 1258 году.
В 1910 году численность населения составляла 122 человека, в 1933 году — 440 человек, в 1939 году — 680 человек.
Уггенен был переименован в Матросово в честь Александра Матросова. С октября 1946 года после прошедшей Великой Отечественной войны поселение вновь было заселено.